# Ланштајн
Ланштајн (њем. Lahnstein) град је у њемачкој савезној држави Рајна-Палатинат. Једно је од 137 општинских средишта округа Рајн-Лан. Према процјени из 2010. у граду је живјело 18.056 становника. Посједује регионалну шифру (AGS) 7141075.

## Географски и демографски подаци
Ланштајн се налази у савезној држави Рајна-Палатинат у округу Рајн-Лан. Град се налази на надморској висини од 61–365 метара. Површина општине износи 37,6 km². У самом граду је, према процјени из 2010. године, живјело 18.056 становника. Просјечна густина становништва износи 481 становника/km².

## Међународна сарадња
| Мјесто   | Држава               | Врста сарадње | Од    |
| -------- | -------------------- | ------------- | ----- |
| Кетеринг | Уједињено Краљевство | пријатељство  | 1955. |
| Ванс     | Француска            | партнерство   | 1969. |
| Ахигоја  | Буркина Фасо         | партнерство   | 1978. |
| Извор    |                      |               |       |